# The Great Pretender
För andra betydelser, se The Great Pretender (olika betydelser).
The Great Pretender är en sång inspelad av den amerikanska R&B-sånggruppen The Platters och släppt på singel den 3 november 1955. Den skrevs av The Platters manager och producent Buck Ram. 1956 blev The Great Pretender den första sången framförd av en R&B-sånggrupp att nå förstaplaceringen på Billboardlistan för pop.
Sången rankades 2004 av den amerikanska musiktidskriften Rolling Stone Magazine som #351 på deras "The 500 Greatest Songs of All Time Den är en av tre inspelningar av Platters som finns på soundtracket till filmen "Sista natten med gänget" ("American Graffiti") från 1973.

## Coverversioner
- Den spelades in som cover 1984 av Dolly Parton, som gjorde den till titelspåret på ett coveralbum med melodier från 1950-talet och 1960-talet, (The Great Pretender)
- Det finns också en cover av Roy Orbison
- Sången blev också populär 1987 av Freddie Mercury, sångare i rockgruppen Queen, som nådde placeringen #4 på den brittiska singellistan.
- The Band spelade in den på coveralbumet Moondog Matinee.
- En tolkning av Lester Bowie på albumet med samma namn var sjutton minuter lång.
- E i the Eels sjöng den under en turné 1992-1994 tour
- Gene Summers spelade in den 1997 på sitt album "The Ultimate School of Rock & Roll".
- Den spelades in av bluegrassensembeln Old and in the Way, med Jerry Garcia, och släpptes 1996 på deras album "That High Lonesome Sound".

- En svensk text med samma titel skrevs av Keith Almgren och spelades in av Sten & Stanley på albumet "Musik, dans & party 3" 1987.
- 2011 spelades den in, instrumentalt, av dansbandet Thorleifs på albumet Golden Sax Love Songs
- 1974 Flamingokvintetten  spelade in den med texten "Jag går i en dröm och låtsas".[3]
- Dansbandet Brogrens släppte sin cover "Tre Tänner" 1984[4], som i sin tur är en översättning av det danska bandet Bamses Venners cover "Jeg har kun tre tænder" från 1975[5]

### Fotnoter
1. ↑  ”rollingstone.com – The 500 Greatest Songs of All Time #351 – The Great Pretender”. Arkiverad från originalet den 4 december 2009. https://web.archive.org/web/20091204132638/http://www.rollingstone.com/news/story/6596196/the_great_pretender. Läst 6 november 2009.
2. ↑  rollingstone.com – The 500 Greatest Songs of All Time Arkiverad 13 september 2008 hämtat från the Wayback Machine..
3. ↑  ”Flamingokvintetten – Flamingo 5”. Discogs. https://www.discogs.com/Flamingokvintetten-Flamingo-5/release/1594408. Läst 21 september 2016.
4. ↑  ”Trivs Me' Brogrens - 12:an Utan Skyddsnät!” (på engelska). https://www.discogs.com/master/2178574-Trivs-Me-Brogrens-12an-Utan-Skyddsnät. Läst 5 augusti 2022.
5. ↑  ”Bamses Venner - Bamses Venner” (på engelska). https://www.discogs.com/master/1366708-Bamses-Venner-Bamses-Venner. Läst 5 augusti 2022.